# Otto Helmholtz
Otto Helmholtz (* 27. Januar 1834 in Potsdam; † 30. Juni 1919 in Hagen) war ein deutscher Ingenieur, der sich als Direktor mehrerer Hüttenwerke um die Modernisierung der Stahlerzeugung verdient gemacht hat. Otto war der jüngere Bruder des Physikers und Mathematikers Hermann Helmholtz, zu dem er zeit seines Lebens eine enge Verbindung hatte.

## Lebensweg
Otto Helmholtz besuchte das Gymnasium in Potsdam, das er 1852 mit dem Abitur verließ. Inspiriert vom Bau der Eisenbahn Potsdam-Berlin begann er gegen den Widerstand der Eltern, denen die Beschäftigung mit materiellen Dingen zu banal erschien, an der Gewerbeschule in Berlin mit einem Maschinenbaustudium. Nach einer fünfmonatigen Lehre als Former in der königlichen Eisengießerei Berlin trat der im April 1856 als Zeichner in eine kleine Maschinenfabrik in Oliva bei Danzig ein. Da er seine Stellung für den Militärdienst aufgegeben hatte, aber als untauglich ausgesondert wurde, trat er danach eine Stelle als Zeichner bei dem deutsch-holländischen Actienverein in Duisburg an, bis das dortige Hochofenwerk fertiggestellt war. Aufgrund der unsicheren konjunkturellen Lage arbeitete er danach als Walzwerker und Puddler in der Gutehoffnungshütte Oberhausen, bevor er 1859 eine Stelle als Maschinenwerkmeister bei der königlichen Bergwerksdirektion Saarbrücken antrat und 1862 heiratete. 1863 wechselte er zum Phoenix in Eschweiler-Aue. Bereits zwei Jahre später wurde er jedoch vom Bochumer Verein für Gußstahlfabrikation (BVG) als Vorsteher des Konstruktionsbüros nach Bochum geholt, wo er die folgenden 16 Jahre arbeitete. Auf seine Initiative gehen die ersten Rollöfen und die Einführung des „Schnellverfahrens“ beim Bessemern zurück, dass den Bochumer Verein sehr früh in die Lage versetzte, überaus rationell Bessemerstahl zu erblasen. Nach dem Tod Jacob Mayers wurde er sogar technischer Direktor des BVG.
1881 trat Helmholtz dann als technischer Direktor zur Hanomag nach Hannover über, da der Bochumer Verein aufgrund seiner Fehleinschätzung das Thomas-Patent und eine Konzession für das (phosphorreiches) Minette-Feld „Fentsch“ in Lothringen erwarb. Bei der Hanomag blieb er bis 1887 – August Thyssen holte ihn dann als technischen Direktor zur Gesellschaft für Stahlindustrie nach Bochum zurück. Die Gesellschaft für Stahlindustrie war ein kleineres Konkurrenzunternehmen des mächtigen Bochumer Vereins mit sehr ähnlichem Produktfeld – durch den von früher bestehenden Kontakte zum Generaldirektor des BVG arrangierte Otto Helmholtz die Übernahme der „Stahlindustrie“ durch den BVG 1889. Nach kurzer Zeit beim BVG kehrte er Bochum endgültig den Rücken und wurde Direktor der Rheinischen Stahlwerke, bei denen er ein Modernisierungsprogramm startete. Im Juli 1903 wechselte Otto Helmholtz als Berater in den Aufsichtsrat, den er jedoch wenig später wegen zunehmender Altersschwäche verließ. Er zog in seinen Alterswohnsitz nach Bonn, war aber später gezwungen, zu seiner einzigen Tochter nach Hagen zu ziehen, die ihn bis zu seinem Tod pflegte. Er gehörte dem Verein Deutscher Ingenieure (VDI) und dem Ruhr-Bezirksverein (vormalig Bezirksverein an der niederen Ruhr) des VDI an.